# Alan Langridge Engineering
Alan Langridge Engineering war ein britischer Hersteller von Automobilen.

## Unternehmensgeschichte
Alan Langridge gründete am 26. Juli 1983 das Unternehmen. Der Sitz war in Chichester in der Grafschaft West Sussex. Er begann 1984 mit der Produktion von Automobilen und Kits. Der Markenname lautete Navajo. 1986 endete die Produktion. Insgesamt entstanden etwa 20 Exemplare.

## Fahrzeuge
Im Angebot stand nur ein Modell. Es war ein Freizeitauto im Stile des Mini Moke. Ein Monocoque aus Zintec bildete die Basis, ergänzt um einen vorderen Hilfsrahmen vom Austin bzw. Morris 1100 oder 1300. Die Motorhaube bestand aus Fiberglas. Ein Vierzylindermotor vom Austin bzw. Morris 1100 oder 1300 trieb das Fahrzeug an. Ein Bausatz kostete 995 Pfund inklusive Mehrwertsteuer.